# Ажі (Во)
Ажі (фр. Agiez) — громада  в Швейцарії в кантоні Во, округ Юра-Нор-Водуа.

## Географія
Громада розташована на відстані близько 80 км на захід від Берна, 23 км на північний захід від Лозанни.
Ажі має площу 5,5 км², з яких на 4,4% дозволяється будівництво (житлове та будівництво доріг), 63,5% використовуються в сільськогосподарських цілях, 31,4% зайнято лісами, 0,7% не є продуктивними (річки, льодовики або гори).

## Демографія
2019 року в громаді мешкало 355 осіб (+39,8% порівняно з 2010 роком), іноземців було 18,6%. Густота населення становила 65 осіб/км².
За віковим діапазоном населення розподілялося таким чином: 27% — особи молодші 20 років, 60,3% — особи у віці 20—64 років, 12,7% — особи у віці 65 років та старші. Було 144 помешкань (у середньому 2,5 особи в помешканні).
Із загальної кількості 68 працюючих 27 було зайнятих в первинному секторі, 19 — в обробній промисловості, 22 — в галузі послуг.